# مشرف الدكتوراه
مشرف الدكتوراه (بالإنجليزية: Doctoral advisor)‏ هو عضو في هيئة تدريس جامعية يتمثل دوره في توجيه طلاب الدراسات العليا المرشحين للحصول على درجة الدكتوراه، ومساعدتهم في اختيار الدورات الدراسية، بالإضافة إلى تشكيل وتحسين وتوجيه اختيار الطلاب للتخصص الفرعي الذي سيتم فحصهم فيه أو الذي سيكتبون فيه أطروحة. يختار الطلاب عمومًا المشرفين بناءً على مجالات اهتمامهم ضمن تخصصهم، ورغبتهم في العمل بشكل وثيق مع أعضاء هيئة التدريس الخريجين المعينين، واستعداد هؤلاء أعضاء هيئة التدريس ومدى توفرهم للعمل معهم.